# Liste des distinctions de Anahí
 (juin 2012).
Si vous disposez d'ouvrages ou d'articles de référence ou si vous connaissez des sites web de qualité traitant du thème abordé ici, merci de compléter l'article en donnant les références utiles à sa vérifiabilité et en les liant à la section « Notes et références ».
Anahí est une chanteuse et actrice mexicaine. Elle est devenue célèbre grâce à la telenovela mexicaine Rebelde où elle a interprété Mía Colucci, et de laquelle est issue le groupe RBD, avec lequel elle a vendu plus de 20 millions d'albums dans le monde entier.

## Aerial Awards
| Année | Travail nommé | Catégorie         | Résultat |
| ----- | ------------- | ----------------- | -------- |
| 1991  | Anahí         | Actrice Infantile | Lauréat  |

## Palmas de Oro Awards
| Année | Travail nommé | Catégorie         | Résultat |
| ----- | ------------- | ----------------- | -------- |
| 1991  | Anahí         | Actrice infantile | Lauréat  |
| 2000  | Anahí         | Premio de Oro     | Lauréat  |

## TVyNovelas Awards
| Année | Travail nommé       | Catégorie                          | Résultat   |
| ----- | ------------------- | ---------------------------------- | ---------- |
| 1996  | Alondra             | Meilleure jeune actrice            | Nomination |
| 2000  | Mujeres Engañadas   | Actrice révélation                 | Lauréat    |
| 2001  | Primer Amor         | Meilleure actrice principale       | Nomination |
| 2006  | Rebelde             | Meilleure actrice star juvénile    | Nomination |
| 2012  | Dos hogares         | Meilleure actrice                  | Nomination |
| 2012  | Rendirme en tu Amor | Meilleure chanson thème telenovela | Nomination |

## OTTI Awards
| Année | Travail nommé | Catégorie                       | Résultat |
| ----- | ------------- | ------------------------------- | -------- |
| 2001  | Primer Amor   | Meilleure actrice star juvénile | Lauréat  |

## Eres Awards
| Année | Travail nommé | Catégorie                    | Résultat |
| ----- | ------------- | ---------------------------- | -------- |
| 2001  | Primer Amor   | Meilleure actrice principale | Lauréat  |

## Telehit Awards
| Année | Travail nommé | Catégorie                | Résultat   |
| ----- | ------------- | ------------------------ | ---------- |
| 2010  | Anahí         | Jeune artiste de l'année | Nomination |

## Arlequin Awards
| Année | Travail nommé | Catégorie           | Résultat |
| ----- | ------------- | ------------------- | -------- |
| 2010  | Anahí         | carrière artistique | Lauréat  |

## Top 100 Brésil Awards
| Année | Travail nommé | Catégorie                              | Résultat |
| ----- | ------------- | -------------------------------------- | -------- |
| 2010  | Mi Delirio    | Meilleure vidéo féminine               | Lauréat  |
| 2010  | Anahí         | Meilleur nouvel artiste dans une vidéo | Lauréat  |
| 2010  | Mi Delirio    | Meilleure vidéo latine                 | Lauréat  |
| 2011  | Para Qué      | International Live de performance      | Lauréat  |

## Orgullosamente Latino Awards
| Année | Travail nommé | Catégorie                        | Résultat   |
| ----- | ------------- | -------------------------------- | ---------- |
| 2010  | Anahí         | Artiste Solo de l'Année          | Nomination |
| 2010  | Me Hipnotizas | Chanson latine de l'année        | Lauréat    |
| 2010  | Mi Delirio    | Enregistrement latine de l'année | Nomination |
| 2010  | Mi Delirio    | Vidéo Latino de l'année          | Nomination |

## Galardon a Los Grandes Awards
| Année | Travail nommé | Catégorie                   | Résultat   |
| ----- | ------------- | --------------------------- | ---------- |
| 2010  | Anahí         | Femme Artiste Pop du moment | Nomination |

## Top TVZ Awards
| Année | Travail nommé | Catégorie  | Résultat |
| ----- | ------------- | ---------- | -------- |
| 2010  | Anahí         | Trofeo TVZ | Lauréat  |

## E! Award
| Année | Travail nommé | Catégorie            | Résultat |
| ----- | ------------- | -------------------- | -------- |
| 2011  | Anahí         | Célébrité de l'année | Lauréat  |

## Kids' Choice Awards

### Kids' Choice Awards México
| Année | Travail nommé | Catégorie                   | Résultat   |
| ----- | ------------- | --------------------------- | ---------- |
| 2010  | Anahí         | L'artiste ou groupe préféré | Lauréat    |
| 2010  | Anahí         | Regarde favoris             | Lauréat    |
| 2010  | Mi Delirio    | chanson favorite            | Nomination |
| 2011  | Dos hogares   | actrice favorite            | Nomination |

### Kids' Choice Awards Argentina
| Année | Travail nommé | Catégorie               | Résultat   |
| ----- | ------------- | ----------------------- | ---------- |
| 2011  | Anahí         | Chanteur favoris Latina | Nomination |

## People en Español Awards
| Année | Travail nommé | Catégorie                     | Résultat   |
| ----- | ------------- | ----------------------------- | ---------- |
| 2010  | Anahí         | Artiste Solo de l'Année       | Nomination |
| 2010  | Mi Delirio    | Meilleur Album                | Nomination |
| 2010  | Mi Delirio    | Chanson de l'année            | Nomination |
| 2010  | Anahí         | Meilleure coiffure de l'année | Lauréat    |
| 2011  | Anahí         | Meilleur Chanteur / Pop Group | Lauréat    |
| 2011  | Libertad      | Video de L'année              | Lauréat    |
| 2012  | Anahí         | La regina di Twitter          | Nomination |

## Premios Juventud
| Année | Travail nommé                                      | Catégorie                    | Résultat   |
| ----- | -------------------------------------------------- | ---------------------------- | ---------- |
| 2005  | Anahí                                              | Elle Got Style               | Nomination |
| 2005  | Anahí                                              | Fille de mes rêves           | Nomination |
| 2006  | Anahí                                              | Fille de mes rêves           | Nomination |
| 2006  | Anahí                                              | Elle Got Style               | Nomination |
| 2007  | Anahí                                              | Fille de mes rêves           | Nomination |
| 2007  | Anahí                                              | Elle Got Style               | Nomination |
| 2007  | Anahí                                              | Meilleurs Mouvements         | Nomination |
| 2007  | Anahí                                              | Mon Idole                    | Nomination |
| 2007  | Anahí                                              | Focus sur le Paparazzi       | Nomination |
| 2008  | Anahí                                              | Mon Idole                    | Nomination |
| 2008  | Anahí                                              | Elle Got Style               | Nomination |
| 2008  | Anahí                                              | Fille de mes rêves           | Nomination |
| 2009  | Anahí                                              | Elle Got Style               | Nomination |
| 2009  | Anahí                                              | Mon Idole                    | Nomination |
| 2009  | Anahí                                              | Focus sur le Paparazzi       | Nomination |
| 2009  | Anahí                                              | Elle Got Style               | Nomination |
| 2009  | El Regalo más Grande (Tiziano Ferro & Dulce Maria) | Ballade                      | Nomination |
| 2009  | Anahi & Rodrigo Ruiz de Teresa                     | plus chaude Romance          | Nomination |
| 2010  | Anahí                                              | Meilleurs Mouvements         | Nomination |
| 2010  | Mi Delirio                                         | Chanson la Plus Accrocheuse  | Nomination |
| 2010  | Mi Delirio                                         | Ma Vidéo Préférée            | Nomination |
| 2010  | Mi Delirio                                         | Ma Sonnerie de Téléphone     | Nomination |
| 2010  | Mi Delirio                                         | CD Pour Lequel Je Mourrais   | Nomination |
| 2010  | Anahí                                              | Elle Got Style               | Nomination |
| 2010  | Anahí                                              | Mon Idole                    | Nomination |
| 2010  | Anahí                                              | Artiste Pop                  | Nomination |
| 2010  | Anahí                                              | Focus sur le Paparazzi       | Nomination |
| 2011  | Alérgico                                           | Ballade                      | Nomination |
| 2011  | Anahí                                              | Suivez-moi Le Bon            | Nomination |
| 2012  | Dos hogares                                        | Femme de mes rêves           | Nomination |
| 2012  | Anahí                                              | Suivez-moi Le Bon            | Nomination |
| 2012  | Dividida                                           | Telenovela Meilleure chanson | Nomination |

## Quiero Awards
| Année | Travail nommé | Catégorie                    | Résultat   |
| ----- | ------------- | ---------------------------- | ---------- |
| 2011  | Mi Delirio    | Meilleur Artiste vidéo Femme | Nomination |

## Texas Awards
| Année | Travail nommé | Catégorie             | Résultat   |
| ----- | ------------- | --------------------- | ---------- |
| 2011  | Anahí         | Best Rock-Pop Artiste | Nomination |
| 2012  | Anahí         | Best Rock-Pop Artiste | Nomination |

## Red10 Social Awards
| Année | Travail nommé | Catégorie                   | Résultat |
| ----- | ------------- | --------------------------- | -------- |
| 2011  | Anahí         | Le plus influent dans le SM | Lauréat  |
| 2011  | Anahí         | Artiste féminine            | Lauréat  |

## Premios Tu Mundo
| Année | Travail nommé | Catégorie             | Résultat |
| ----- | ------------- | --------------------- | -------- |
| 2012  | Anahí         | Je Sexy et je le sais | Lauréat  |